# Río Candín
El río Candín es un corto río del Principado de Asturias (España) afluente del Nalón. Nace en el concejo de Siero y desemboca en Langreo, pasando por el pueblo de Tuilla y por La Felguera, para desembocar en la parroquia de Riaño.

## Historia
El valle del Candín fue uno de los primeros lugares donde Gaspar Melchor de Jovellanos llevó a cabo sus primeros informes sobre el mineral de hulla. Desde el siglo XVIII hubo pequeñas explotaciones mineras hasta la llegada de importantes empresas en el XIX y la profundización de pozos como los denominados "Candín" o "Pozu Lláscares".
En los años 1960 se procedió a su encauzamiento subterráneo en La Felguera y Barros, por donde pasa bajo tierra durante varios kilómetros. Debido al intenso uso industrial (siderurgia y minería) durante décadas del lugar por el que transcurre, llegó a ser el río más contaminado de Langreo, por lo que llegó a conocerse como el «ríu puercu» (el río sucio) hasta las posteriores medidas de saneamiento. Entre los habitantes de la zona se decía que lanzando una cerilla al río llegaba a incendiarse. Pasa junto al campo de fútbol del CD Tuilla y le da nombre, así como a los pozos mineros y lavaderos del Candín y un barrio del mismo nombre en La Felguera.
En la actualidad, cinco kilómetros del cauce del río transcurren soterrados bajo varios tramos de bóveda y losa de hormigón armado entre el pozo Candín y hasta la desembocadura del río en el Nalón a la entrada de Riaño. Sobre este tramo cubierto discurren algunas calles con tráfico rodado como la calle Alfonso Argüelles o la calle David Vázquez Martínez o industrias como las antiguas naves industriales de METALSA en el polígono industrial de Valnalón.

## Propuestas de rehabilitación e integración urbana
En el año 2019 un estudio técnico para un Trabajo de Fin de Grado de Ingeniería Civil de la Universidad de Oviedo propuso la rehabilitación e integración urbana de un tramo del río a su paso por el distrito de La Felguera dado que el río recuperaría, según los informes de Confederación Hidrográfica del Cantábrico, unos parámetros ecológicos que permitirían al río albergar vida, recuperando la vida piscícola y .